# Ільків Степанія Омелянівна
Степанія Омелянівна Ільків (1929, тепер Івано-Франківської області — ?) — українська радянська діячка, бригадир тракторної бригади колгоспу «Ленінським шляхом» Галицького району Івано-Франківської області. Герой Соціалістичної Праці (1973). Депутат Верховної Ради УРСР 7-9-го скликань.

## Біографія
Народилася у селянській родині. З 1944 р. — працювала в господарстві батьків.
З 1949 р. — колгоспниця, трактористка колгоспу «Перемога» Жовтневого району Станіславської області.
Освіта середня. Закінчила училище механізації сільського господарства.
З 1953 р. — трактористка, помічник бригадира тракторної бригади колгоспу «Зоря» Галицького району Івано-Франківської області.
Член КПРС з 1969 року.
З 1975 р. — бригадир тракторної бригади колгоспу «Ленінським шляхом» Галицького району Івано-Франківської області.

## Нагороди
- Герой Соціалістичної Праці (1973)
- орден Леніна (1973)
- ордени
- медалі